# Битва при Яминь
Річкова битва при Яминь (кит. 厓門 戰役, також відома як бій біля гори Я; кит. 厓山 海戰) сталася 19 березня 1279 року і розглядається як остання битва Сун проти монгольського вторгнення династії Юань. Хоча суньці перевершували монгольські війська в співвідношенні 10:1, юаньський флот розбив флот Сун завдяки чудовій тактиці та стратегії, тим самим знищивши Сун.
У наш час місце битви знаходиться біля селища Ямень району Сінхуей міського округу Цзянминь, провінція Гуандун, КНР.